# Шейнуолд, Найджел
Сэр Найджел Шейнуолд (англ. Nigel Elton Sheinwald; р. 26.06.1953, Лондон) — британский дипломат. С 2007 года посол Великобритании в США. В 2003—2007 годах ведущий советник премьер-министра Великобритании Тони Блэра по вопросам внешней политики. В 2000—2003 гг. постпред Великобритании в ранге посла в Евросоюзе.

## Биография
Учился в оксфордском Баллиол-колледже, получил степень магистра MA в Оксфорде.
На дипломатической работе в Форин-офис: в 1976—77 годах в Японии, в 1978—79 годах в Москве, в 1979—1981 годах в Зимбабве. В 1981—1983 годах возглавлял Англо-советскую секцию Форин-офис. В 1983—1987 годах работал в политической секции посольства Великобритании в Вашингтоне.
В 2000—2003 годах постоянный представитель Великобритании в ранге посла в Евросоюзе.
В 2003—2007 годах работал ведущим советником премьер-министра Великобритании Тони Блэра по вопросам внешней политики.
В этой должности особо известен своими успешными переговорами в 2007 году с Али Лариджани по освобождению захваченных иранскими пограничниками в конце марта того же года британских моряков.
С октября 2007 года посол Великобритании в США.
На 2010 год его зарплата составляла 180 тыс. фунтов в год.
24.06.2011 канцелярия премьер-министра Великобритании официально анонсировала ожидающуюся в январе 2012 года смену Шейнуолда Петером Уэстмакоттом на посту посла Великобритании в США.
Почётный фелло оксфордского Баллиол-колледжа.
Рыцарь Великого Креста ордена Святого Михаила и Святого Георгия (2011, рыцарь-командор 2000, кавалер 1998).